# 狮子小广场
45°26′5.25″N 12°20′21.81″E / 45.4347917°N 12.3393917°E

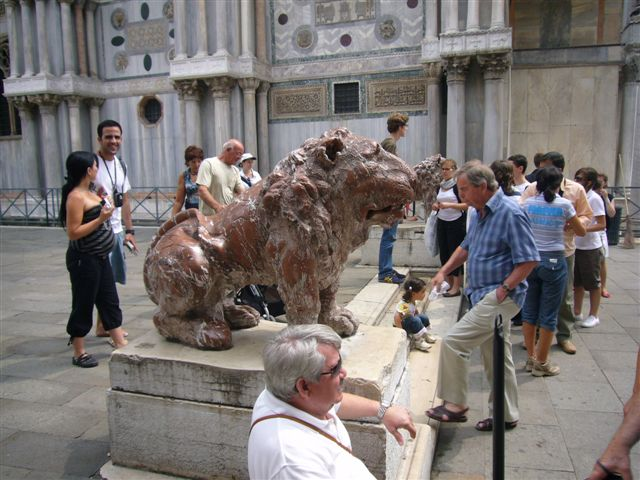
狮子

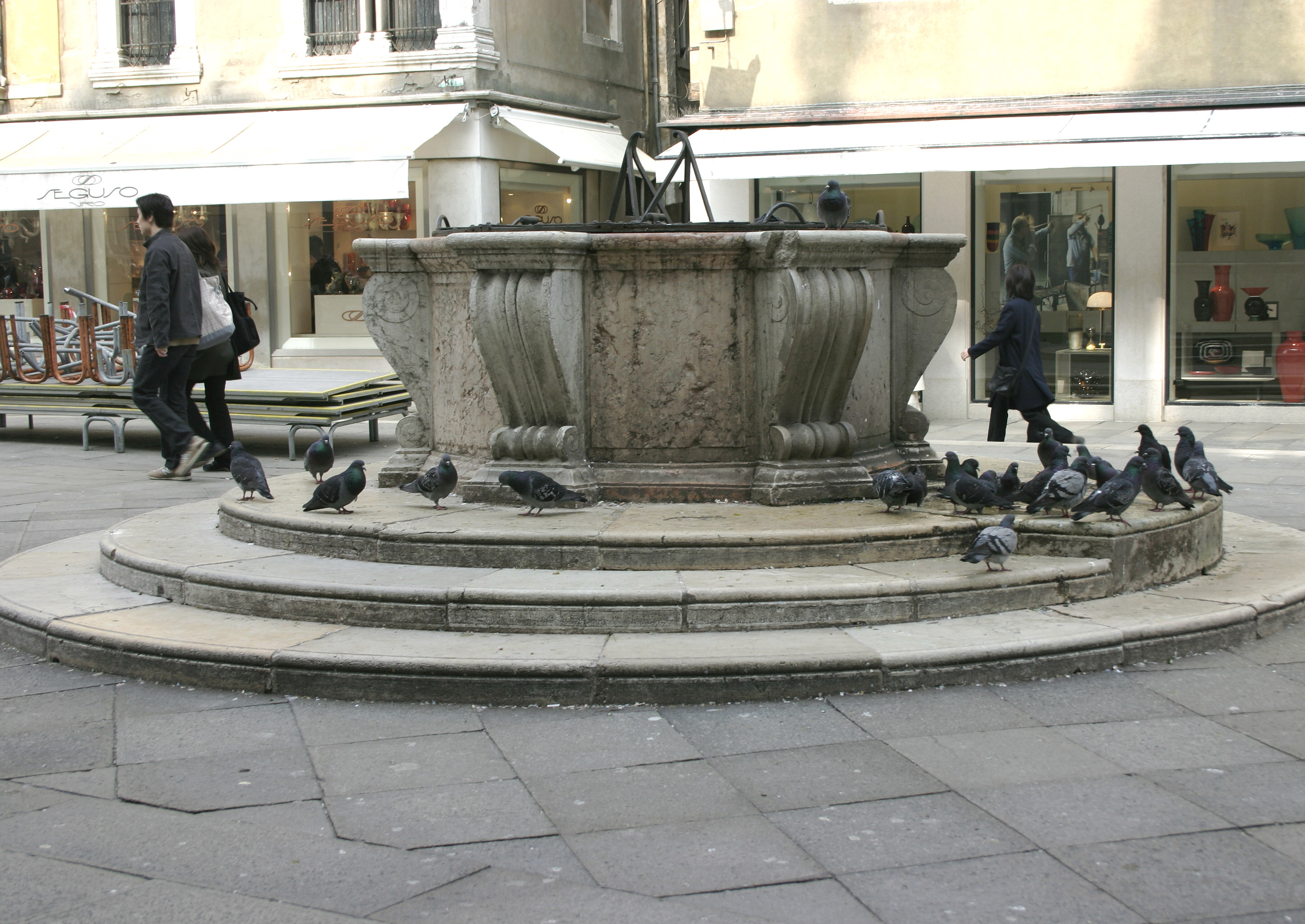
广场中心的井口

狮子小广场（Piazzetta dei Leoncini）是意大利威尼斯的一个小广场，与圣马可广场相连，介于圣马尔谷圣殿宗主教座堂、宗主教宫（Palazzo Patriarcale）和圣巴索教堂（chiesa di San Basso）之间。

## 历史
该广场得名于广场中央的两尊狮子雕像，為1722年以红色大理石雕刻而成。